# ناو یوباری
ناو یوباری (به انگلیسی: Japanese cruiser Yūbari) یک زیردریایی بود که طول آن ۱۳۸٫۹۰ متر (۴۵۵ فوت ۹ اینچ) بود. این زیردریایی در سال ۱۹۲۳ ساخته شد.